# Миеэгомбын Энхболд
Миеэгомбын Энхболд (монг. Миеэгомбын Энхболд; род. 19 июля 1964, Улан-Батор, МНР) — монгольский государственный деятель. С декабря 2007 года являлся заместителем премьер-министра Монголии. Работал в качестве премьер-министра в период с января 2006 года по ноябрь 2007 года. С 2005 до октябрь 2007 года был председателем МНРП, также, ранее занимал пост мэра столицы, Улан-Батора. С июля 2016 по январь 2019 года Председатель Великого Государственного Хурала Монголии.

## Образование и ранние годы
М.Энхболд женат и имеет двоих детей.
Окончил школу в 1982 году, и в 1983 году начал обучаться в университете. В 1987 году он получил диплом бакалавриата Национального Университета Монголии по специальности централизованная планируемая экономика.
С 1987 года работал экономистом в исполнительном органе Ассамблеи народных депутатов Улан-Батора. В 1989 году он стал специалистом Департамента планирования.

## Присоединение к МНРП и муниципальная политика
Энхболд присоединился к МНРП в 1990 году, тогда же, когда Политбюро МНРП подало в отставку и в Монголии начался демократический процесс.
МНРП назначил Энхболда заместителем губернатора округа Чингэлтэй с 1992 по 1996 год, и в качестве Председателя президиума районного Хурала представителей граждан в период с 1996 по 1997 год. Позже МНРП назначил его председателем совета МНРП в г. Улан-Баторе с 1997 по 2005 год. В 1999 году он был избран мэром г. Улан-Батора. Считается родоначальником и организатором земельных спекуляций, которые начались во времена его управления городом. Посредством этой деятельности является одним из наиболее «состоятельных и криминально» влиятельных людей Монголии.

## Национальная политика
М.Энхболд способствовал президентской кампании Намбарына Энхбаяра в 2005 году. Когда Н.Энхбаяр стал президентом Монголии, по закону он вынужден был отказаться от должности Председателя МНРП. Эта позиция затем осталась за М.Энхболдом.
В январе 2006 года МНРП решила выйти из коалиции, и десять её министров подали в отставку. Это означало, что более половины министерских позиций были вакантными, и парламент не имел выбора, кроме как распустить Правительство, отстранив Ц.Элбэгдоржа от власти. МНРП почувствовала себя достаточно сильной, поскольку получила ровно половину мест. По представлению президента Н.Энхбаяра, парламент одобрил М.Энхболда в качестве нового премьер-министра, начиная с 25 января 2006 года.
М.Энхболд подал в отставку в парламент 5 ноября 2007 года, и парламент принял её 8 ноября. М.Энхболд оставался на этом посту, пока не был избран новый Премьер-министр, то есть до 22 ноября 2007 года.
С 5 декабря 2007 года М.Энхболд был назначен заместителем нового премьер-министра.
С июля 2016 года является Председателем Великого Государственного Хурала Монголии.
Участвовал в президентских выборах 2017 года и проиграл их Халтмаагийну Баттулге.
29 января 2019 года был отправлен в отставку с поста председателя Великого Государственного Хурала на фоне скандала с продажей государственных должностей.